# Echinopsis coquimbana
Echinopsis coquimbana är en kaktusväxtart som först beskrevs av Juan Ignacio Molina, och fick sitt nu gällande namn av H. Friedrich och Gordon Douglas Rowley. Echinopsis coquimbana ingår i släktet Echinopsis och familjen kaktusväxter. Inga underarter finns listade i Catalogue of Life.